# Folk-Lore
Folk-Lore es el tercer álbum de estudio de la banda irlandesa de celtic metal Cruachan. Fue lanzado en 2002 por la discográfica Hammerheart.

## Canciones
1. «Bloody Sunday» – 4:15
2. «The Victory Reel» (instrumental) – 1:21
3. «Death of a Gael» – 5:38
4. «The Rocky Road to Dublin» – 3:07
5. «Ossian's Return» – 4:44
6. «Spancill Hill» – 6:00
7. «The Children of Lir» – 5:08
8. «Ride On» – 4:41
9. «Susie Moran» – 4:11
10. «Exiles» – 6:36
11. «To Invoke the Horned God» - 6:02 (canción adicional de la versión digipak)

## Músicos
- Keith Fay - Guitarra eléctrica, guitarra acústica, teclados, vocal, bodhrán, mandolina, percusión.
- Karen Gilligan - Voz, percusión.
- John Clohessy - Bajo.
- Joe Farrell - Batería, percusión.
- Shane McGowan - Voz invitada en «Ride on» y «Spancill Hill».

- Datos: Q1937674